# Adelobotrys scandens
Espèce
Synonymes
Selon Tropicos (22 septembre 2024)
- Davya scandens (Aubl.) Naudin
- Melastoma scandens Aubl. - Basionyme

Selon GBIF (22 septembre 2024)
- Davya scandens (Aubl.) Naudin
- Iaravaea scandens (Aubl.) Scop.
- Melastoma scandens Aubl. - Basionyme
- Rhexia scandens (Aubl.) Rich.
- Rhexia scandens (Aubl.) Rich. ex DC.
- Xeracina scandens (Aubl.) Raf.

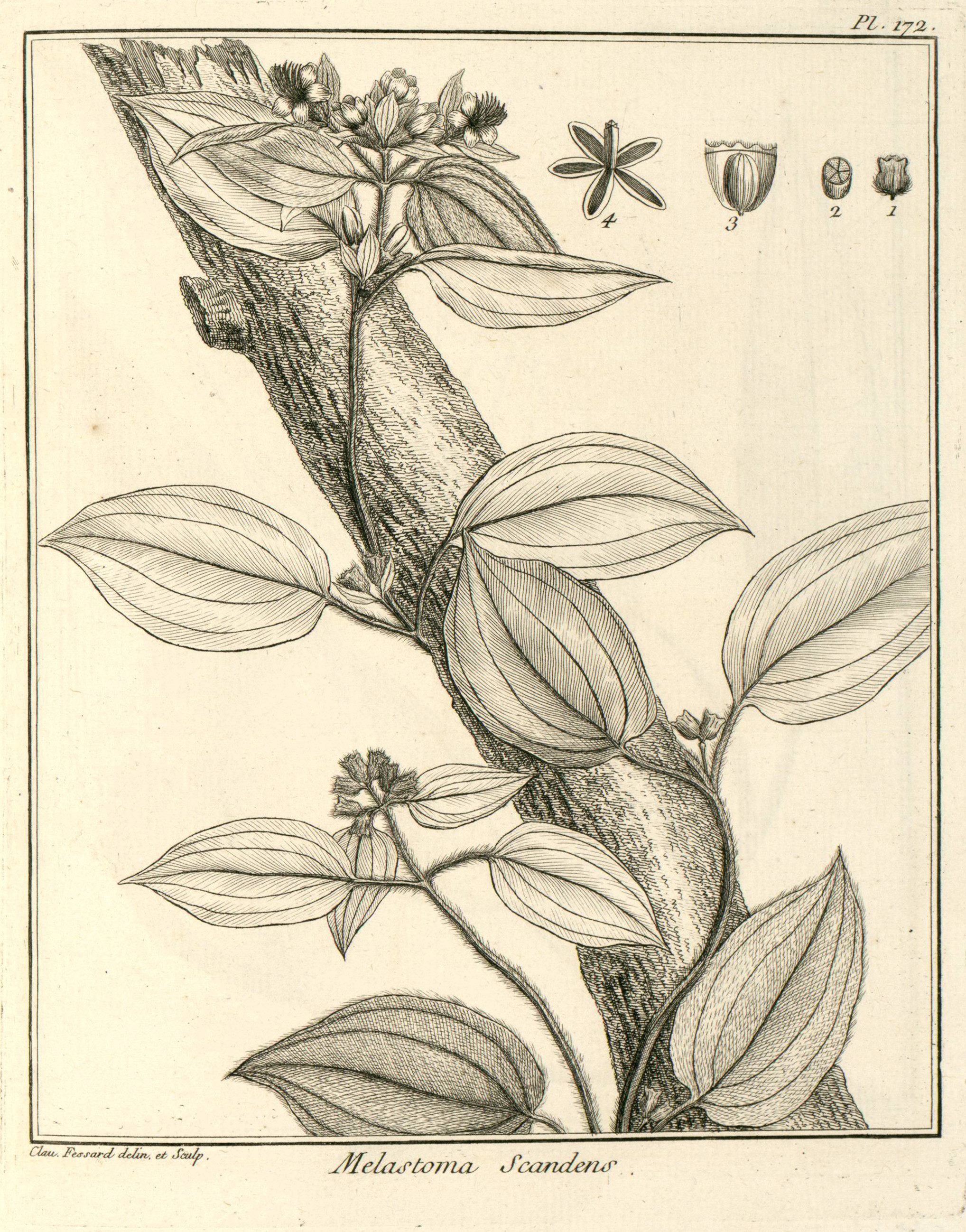
Adelobotrys scandens par Aublet (1775) 1. Baie renfermée dans le calice. - 2. Baie coupée en travers. - 3. Calice ouvert. Diſque. Baie. - 4. Baie ouverte en cinq valves. Pivot du placenta.

Adelobotrys scandens est une espèce de plantes à fleurs de la famille des Melastomataceae.

## Description
Adelobotrys scandens est une plante grimpant jusqu'à 5-6 m.
Les rameaux, les nervures primaires des feuilles en dessous et l'hypanthe sont modérément à densément pourvus de poils bifides.
Le pétiole est généralement long de 1-2 cm.
Le limbe mesure 3,5- x 2-4,5 cm, est de forme elliptique-ovée à elliptique, à apex aigu à subacuminé, à base obtuse à arrondie-tronquée, obscurément serrulée et ciliée avec des poils simples, sur les deux surfaces éparses à modérément appressées-séparées avec des poils simples, dessus glabrescent, 5-nervures.
L'inflorescence est généralement longue de 1-2 cm, compacte et subombellée, feuillée-bractée, avec des pédicelles de 0,5-1 mm de long.
L'hypanthium est long de 4 mm.
Le calice est long de 1,3-1,4 mm avec des lobes oblongs de 0,3-0,4 mm de long, les dents externes légèrement saillantes.
Les pétales sont blancs mesurant 12,5 × 7 mm.
Les étamines sont légèrement dimorphes.
Les thèques sont longues d'environ 8 mm ou 5 mm
Le connectif est long de 0,4-0,6 mm, avec un appendice ascendant long de 1,7-2,5 mm et émoussé ou à peine émarginé.

## Répartition
Adelobotrys scandens est présent de la Colombie amazonienne à l'Amazonie inférieure du Brésil, en passant par le Suriname, la Guyane, l'Équateur, et le Pérou.

## Écologie
Adelobotrys scandens pousse dans les forêts pluviales de basse altitude.